# Adidas International 2004
Adidas International 2004 - чоловічий і жіночий тенісний турнір, що проходив на відкритих кортах з твердим покриттям NSW Tennis Centre у Сіднеї (Австралія). Належав до серії International в рамках Туру ATP 2004, а також до серії Tier II в рамках Туру WTA 2004. Тривав з 11 до 18 січня 2004 року. Ллейтон Г'юїтт і Жустін Енен-Арденн здобули титул в одиночному розряді.

## Фінальна частина

### Одиночний розряд, чоловіки
Ллейтон Г'юїтт —  Карлос Моя 4–3 (Moyá знялася)
- Для Г'юїтта це був 1-й титул за рік і 22-й - за кар'єру.

### Одиночний розряд, жінки
Жустін Енен-Арденн —  Амелі Моресмо 6–4, 6–4
- Для Енен-Арденн це був 1-й титул за рік і 17-й — за кар'єру.

### Парний розряд, чоловіки
Йонас Бйоркман /  Тодд Вудбрідж —  Боб Браян /  Майк Браян 7–6(7–3), 7–5
- Для Бйоркмана це був 1-й титул за рік і 39-й - за кар'єру. Для Вудбріджа це був 1-й титул за рік і 81-й — за кар'єру.

### Парний розряд, жінки
Кара Блек /  Ренне Стаббс —  Дінара Сафіна /  Меган Шонессі 7–5, 3–6, 6–4
- Для Блек це був 1-й титул за рік і 15-й — за кар'єру. Для Стаббс це був 1-й титул за рік і 45-й — за кар'єру.